# Ngomo
Ngomo est une localité du Cameroun, située dans l'arrondissement (commune) de Bafia, le département du Mbam-et-Inoubou et la région du Centre.

## Population
En 1964, Ngomo comptait 54 habitants, principalement des Ngoro. Lors du recensement de 2005, on a dénombré 122 personnes.